# Vesete af Bornholm
Vesete af Bornholm, eller Veset, var en dansk viking, der levede i slutningen af 900-tallet. Ifølge Jomsvikingernes saga var han jarl på Bornholm. Han var gift med Hildegunne, og sammen fik de to sønner Sigurd Kappe og Bue Digre, som begge blev en del af jomsvikingerne og kæmpede mod Håkon Jarl i slaget ved Hjörungavágr, samt datteren, Þórgunnr Vésetadóttir, der giftede sig med Åge Tokesen, søn af Palnatoke, og sammen fik de Vagn Ågesen, som også var en berømt jomsviking.
Ifølge Þorsteins saga Víkingssonar var Vesete en viking fra Hålogaland i Norge, som bad om kong Loges datter, Eisa men kongen sagde nej. De to flygtede til Bornholm, og kongen gjorde dem begge fredløse. Sammen etablerede de en gård på Bornholm, og de fik to sønner, Bue og Sigurd, samt datteren Thorgunna, der blev mor til Vagn Ågesen.